# Conopholis alpine
Conopholis alpina
Espèce
Classification phylogénétique
La Conopholis alpine (Conopholis alpina) est une plante parasite de la famille Orobanchaceae originaire d'Amérique du Nord.
Elle possède une sous-espèce :
- Conopholis alpine du Mexique (Conopholis alpina var. mexicana)